# WTA Ginny Championships
Das WTA Ginny Championships (offiziell: Ginny Championships) ist ein Damen-Tennisturnier der WTA Tour, das 1983 und 1985 ausgetragen wurde.

## Siegerliste

### Einzel
| Austragungsort | Jahr | Siegerin           | Finalgegnerin   | Ergebnis      |
| -------------- | ---- | ------------------ | --------------- | ------------- |
| Honolulu       | 1983 | Kathleen Horvath   | Carling Bassett | 4:6, 6:2, 7:6 |
| Port St. Lucie | 1985 | Catarina Lindqvist | Terry Holladay  | 6:3, 6:1      |

### Doppel
| Austragungsort | Jahr | Siegerinnen                     | Finalgegnerinnen                      | Ergebnis      |
| -------------- | ---- | ------------------------------- | ------------------------------------- | ------------- |
| Honolulu       | 1983 | Rosalyn Fairbank Candy Reynolds | Lea Antonoplis Barbara Jordan         | 5:7, 7:5, 6:3 |
| Port St. Lucie | 1985 | Betsy Nagelsen Paula Smith      | Christiane Jolissaint Marcella Mesker | 6:3, 6:4      |